# Gaz real
Gazul real este o expresie (exemplu de abstracții științifice) prin care în termodinamică se precizează explicit că modelul matematic se referă la gaze a căror comportare nu poate fi descrisă satisfăcător de legile gazului ideal. Abaterea de la idealitate se datorează acțiunii forțelor intermoleculare și volumului propriu al moleculelor, elemente neglijate sau presupuse neglijabile de modelul gazului ideal. Abaterea de la comportamentul gazului ideal se poate exprima cantitativ prin coeficientul denumit factor de compresibilitate.
Modelele matematice (ecuațiile de stare) ale acestor gaze iau în considerare, de la caz la caz:
- fenomenele de compresibilitate;
- variația capacităților termice masice cu parametrii sistemului termodinamic;
- forțele Van der Waals;
- transformările termodinamice în condiții de neechilibru termodinamic;
- aspecte ale disocierii moleculare și ale echilibrului reacțiilor chimice.

Se cunosc sute de ecuații termice de stare, aplicabile pentru anumite categorii de gaze și domenii de temperatură și presiune.

## Proprietăți
Abaterea de la starea de idealitate e descrisă de factorul de compresibilitate sau echivalent de coeficientul de fugacitate.
Fugacitatea este o presiune modificată cu coeficientul de fugacitate.
{\displaystyle f=\gamma ^{P}P}
Factorul de compresibilitate este legat de coeficientul de fugacitate prin formula:
{\displaystyle \ ln(\gamma ^{P})=\int _{0}^{P}{{\frac {Z-1}{P}}dP}}

### Entalpia
Entalpia gazului real e dată de formula:
{\displaystyle H=H^{id}+\int _{0}^{P}{\left(V-T\left({\frac {\partial V}{\partial T}}\right)_{P}\right)}dP}
Ea poate fi determinată experimental sau prin calcul, pornind de la valorile cunoscute ale căldurii specifice la presiune constantă sau din relații cunoscute între parametrii de stare p, V și T.

### Potențialul forțelor intermoleculare
Coeficientul virial secund e dat funcție de potențialul forțelor intermoleculare de formula:
{\displaystyle B_{2}=-2\pi \int {{\Big (}e^{-u(|{\vec {r}}_{1}|)/(k_{B}T)}-1{\Big )}}\cdot r^{2}d{\vec {r}}_{1}}